# Hainzenberg
Hainzenberg ist eine Gemeinde mit 738 Einwohnern (Stand 1. Jänner 2024) im Zillertal und gehört zum Bezirk Schwaz in Tirol (Österreich). Die Gemeinde liegt im Gerichtsbezirk Zell am Ziller.

## Geografie
Hainzenberg liegt südöstlich von Zell am Ziller am Beginn des Gerlostales, an einem Hang. Der Gerlosbach und das von den Berghängen des Torhelms fließende Weißbachl bilden im Norden und im Osten die Grenzen des Gemeindegebiets, das im Zillertal bis knapp vor Ramsau reicht. Die Höhenlage erstreckt sich von 600 Meter über dem Meer im Nordwesten auf über 2300 Meter im Süden. Die Fläche von etwas über zwanzig Quadratkilometer ist zu sechzig Prozent bewaldet. Ein Viertel sind Almen und zehn Prozent werden landwirtschaftlich genutzt.

### Gemeindegliederung
Die Gemeinde besteht aus den Ortsteilen:
- Bichl
- Dörfl
- Eggeweg
- Enterberg
- Gerlosstein
- Innerberg
- Lindenhöhe
- Penzing
- Schweiberweg
- Talstraße

Dörfl, etwa zwei Kilometer südöstlich von Zell, bildet mit dem Gemeindeamt, der Volksschule sowie der Talstation der Gerlossteinbahn das Zentrum der Gemeinde. Hier ist das ursprüngliche Ortsbild großteils noch erhalten geblieben.

### Nachbargemeinden
| Zell am Ziller      | Gerlosberg                                  |        |
|                     | Kompassrose, die auf Nachbargemeinden zeigt | Gerlos |
| Ramsau im Zillertal | Brandberg                                   |        |

## Geschichte
Hainzenberg wird 1303 und 1309 urkundlich erstmals als „Haitzenperch“ erwähnt. Die Bedeutung des Ortsnamens ist ‚Berg des Haizo‘. Bedeutend für Hainzenberg war die Lage an der kürzesten Verbindung von Zell durch das Gerlostal mit dem Erzstift Salzburg, zu dem ein großer Teil des Zillertals gehörte.
1506 wird am Hainzenberg erstmals ein Goldbergwerk erwähnt. Zu Beginn des 17. Jahrhunderts konnte durch neue Verfahren die Ausbeute von 1 Gramm Gold je Tonne Gestein auf 10 Gramm gesteigert werden. Die höheren Erträge führten zu einem Streit zwischen Salzburg und Tirol über die Schürfrechte. Dieser führte 1630 beinahe zu kriegerischen Auseinandersetzungen, ehe man sich auf eine gemeinsame Ausbeutung einigte.1803 ging das Bergwerk wie das gesamte Zillertal in den Besitz der Tiroler Landesfürsten über. 1870 wurden die Arbeiten wegen des geringen Ertrages eingestellt. Mehrere Versuche, den Abbau wieder aufzunehmen scheiterten, schließlich wurde der Stollen 1996 als Schaubergwerk eingerichtet.
Der Steuerkataster von 1779 führt Hainzenberg als Hauptmannschaft des Pflegegerichts Zell an, aus der sich im 19. Jahrhundert die heutige politische Gemeinde entwickelte.

### Bevölkerungsentwicklung
| Hainzenberg: Einwohnerzahlen von 1869 bis 2024      | Hainzenberg: Einwohnerzahlen von 1869 bis 2024 | Hainzenberg: Einwohnerzahlen von 1869 bis 2024 | Hainzenberg: Einwohnerzahlen von 1869 bis 2024 | Hainzenberg: Einwohnerzahlen von 1869 bis 2024 |
| --------------------------------------------------- | ---------------------------------------------- | ---------------------------------------------- | ---------------------------------------------- | ---------------------------------------------- |
| Jahr                                                |                                                |                                                |                                                | Einwohner                                      |
| 1869                                                | 1869                                           |                                                | 395                                            | 395                                            |
| 1880                                                | 1880                                           |                                                | 377                                            | 377                                            |
| 1890                                                | 1890                                           |                                                | 316                                            | 316                                            |
| 1900                                                | 1900                                           |                                                | 296                                            | 296                                            |
| 1910                                                | 1910                                           |                                                | 284                                            | 284                                            |
| 1923                                                | 1923                                           |                                                | 290                                            | 290                                            |
| 1934                                                | 1934                                           |                                                | 347                                            | 347                                            |
| 1939                                                | 1939                                           |                                                | 328                                            | 328                                            |
| 1951                                                | 1951                                           |                                                | 327                                            | 327                                            |
| 1961                                                | 1961                                           |                                                | 350                                            | 350                                            |
| 1971                                                | 1971                                           |                                                | 400                                            | 400                                            |
| 1981                                                | 1981                                           |                                                | 474                                            | 474                                            |
| 1991                                                | 1991                                           |                                                | 568                                            | 568                                            |
| 2001                                                | 2001                                           |                                                | 679                                            | 679                                            |
| 2011                                                | 2011                                           |                                                | 682                                            | 682                                            |
| 2021                                                | 2021                                           |                                                | 731                                            | 731                                            |
| 2024                                                | 2024                                           |                                                | 738                                            | 738                                            |
| Quelle(n): Statistik Austria, Gebietsstand 1.1.2021 |                                                |                                                |                                                |                                                |

## Kultur und Sehenswürdigkeiten

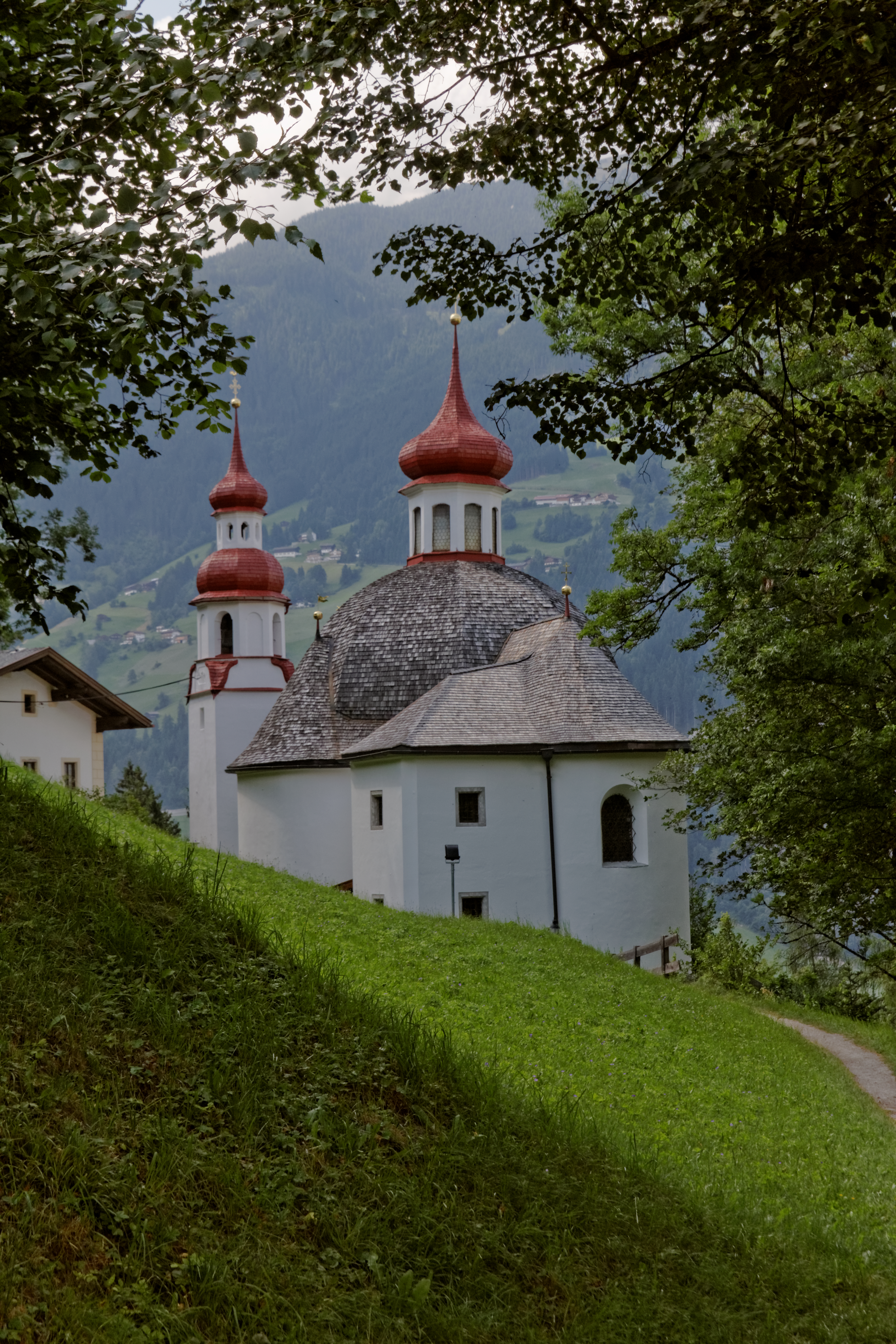
Wallfahrtskirche Maria Rast

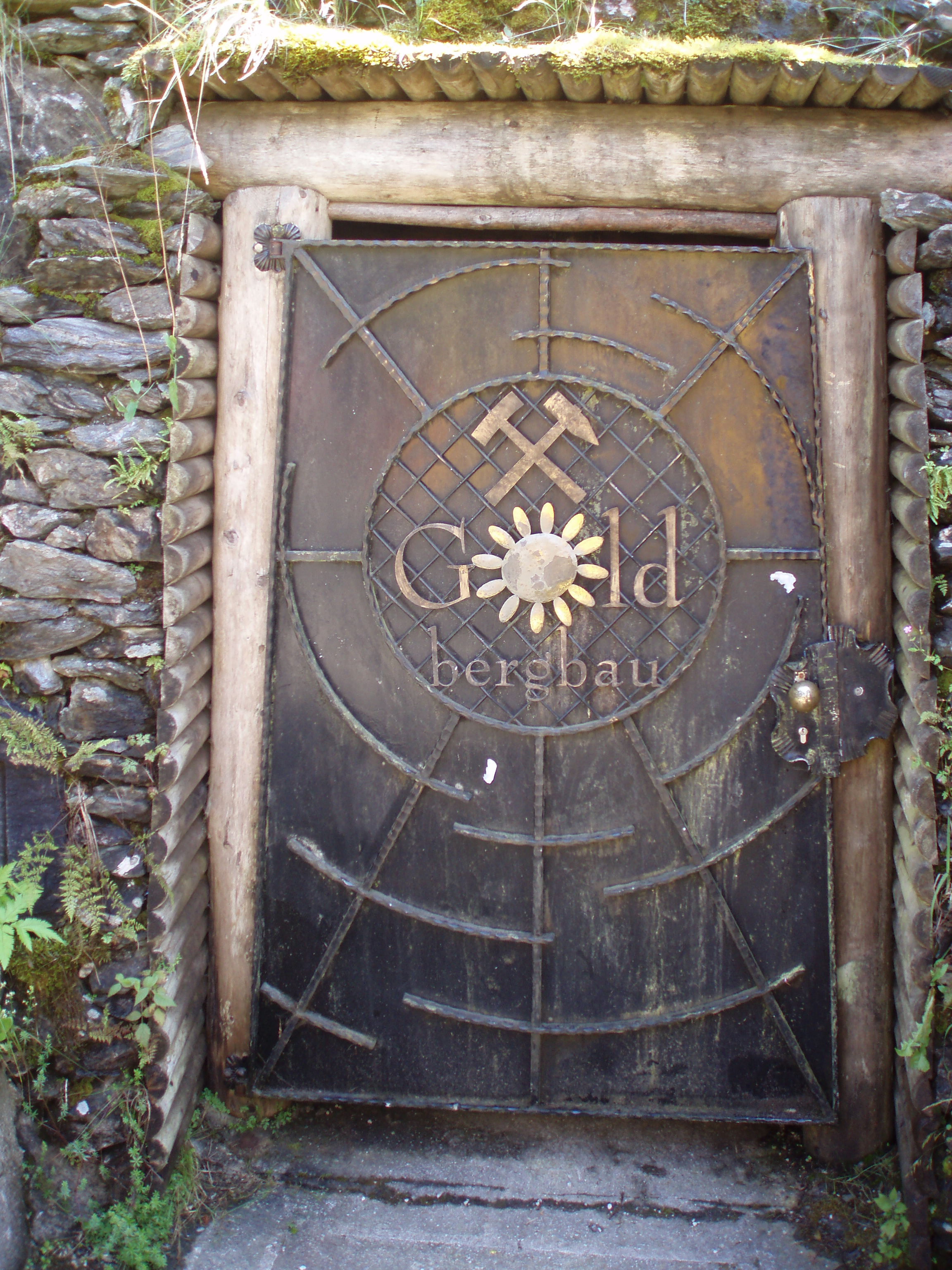
Goldschaubergwerk

- Wallfahrtskirche Maria Rast: Die Kirche liegt zweihundert Meter über dem Talboden und ist die meistbesuchte Wallfahrtsstätte des Zillertales.
- Goldschaubergwerk

## Wirtschaft und Infrastruktur
Neben dem Tourismus (hauptsächlich in der Wintersaison) mit dem Schigebiet Gerlosstein und der Landwirtschaft ist Hainzenberg heute hauptsächlich eine Auspendlergemeinde.

### Arbeitsplätze
Im Jahr 2011 gab es in der Gemeinde rund neunzig Arbeitsplätze. Davon entfielen ein Drittel auf die Landwirtschaft, etwas über zehn Prozent auf den Produktionssektor und mehr als die Hälfte auf Dienstleistungen. Die größten Arbeitgeber im Dienstleistungssektor waren die Bereiche Verkehr und Beherbergung und Gastronomie.

### Berufspendler
Von den 320 Erwerbstätigen, die 2011 in Hainzenberg wohnten, arbeiteten zwanzig Prozent in der Gemeinde, achtzig Prozent pendelten aus.

### Fremdenverkehr
Die Anzahl der jährlichen Übernachtungen ging von 105.000 im Jahr 2010 auf 97.000 im Jahr 2019 zurück. Die wichtigste Saison ist der Winter, zwei Drittel der Übernachtungen fallen auf die Monate Dezember, Jänner, Februar und März.

### Verkehr
Hainzenberg ist über die Gerlos Straße B 165 vom Zillertal aus erreichbar.

## Politik

### Gemeinderat
Für den Gemeinderat werden elf Mandatare gewählt:
| Partei                              | 2010  | 2010    | 2016  | 2016    | 2022  | 2022    |
| Partei                              | %     | Mandate | %     | Mandate | %     | Mandate |
| ----------------------------------- | ----- | ------- | ----- | ------- | ----- | ------- |
| Allgemeine Namensliste Hainzenberg  | 41,97 | 5       | 39,23 | 4       | 20,59 | 2       |
| Gemeinsam Bürgernah Für Hainzenberg | 25,91 | 3       |       |         |       |         |
| Gemeinschaftsliste Hainzenberg      | 25,91 | 3       | 20,18 | 2       | 25,79 | 3       |
| Hoaznberger Liste                   | 6,22  | 0       |       |         |       |         |
| Gemeinsam für Hainzenberg           |       |         | 40,59 | 5       | 53,62 | 6       |

### Bürgermeister
- 2004–2022 Georg Wartelsteiner (SPÖ)
- seit 2022 Hansjörg Kreidl (ÖVP)

### Wappen
Das 1982 verliehene Wappen zeigt auf blauem Grund ein stilisiertes goldenes Mundloch und auf einen auf die Wallfahrtskirche Maria Rast hinweisenden goldenen achtstrahligen Marienstern.